# Frederike Meyboom
Frederike (Fre) Meyboom (Rotterdam, 26 maart 1871 – Den Haag, 23 april 1971) was een Nederlands ziekenhuisdirectrice, oprichtster van de beroepsvereniging voor verplegenden en feministe.
Meyboom werd geboren als de oudste in een gezin van drie kinderen. Haar vader was werkzaam als officier van gezondheid bij de marine. Als kind mocht Meyboom af en toe meehelpen in het Militair Hospitaal te Hellevoetsluis, waar haar vader chef was. Na een tijd op kostschool in Bonn te hebben doorgebracht, besloot ze in 1895 op pro-Deobasis te gaan werken bij de Haagse Polikliniek. Later besloot ze een opleiding tot verpleegkundige te volgen, een studie die ze in 1900 afrondde. Tijdens haar opleiding werd ze geconfronteerd met de vaak extreem hoge werkdruk voor verpleegkundigen, wat voor Meyboom de aanleiding vormde om in 1900 samen met Arnold Aletrino en enkele anderen de Nederlandse Vereeniging tot Bevordering der Belangen van Verpleegsters en Verplegers op te richten. Een jaar later werd de vereniging aangeduid als "Nosokómos", het Griekse woord voor zowel verpleger als verpleegster. Bij de oprichting was ook Aletta Jacobs, een grote inspiratiebron voor Meyboom, aanwezig.
Later in haar carrière werd ze directrice van diverse ziekenhuizen, achtereenvolgens een ziekenhuis in Zutphen en, beide keren op verzoek van burgemeester Alfred Rudolph Zimmerman, van het Gasthuis Beverwijckplein in Dordrecht en het Gemeente Ziekenhuis aan de Bergweg in Rotterdam. In alle ziekenhuizen waar ze werkte, verbeterde Meyboom de verpleegstersopleiding. 
Na haar pensionering bleef ze actief, eerst als voorzitster van de Bond van Directrices en Adjunct-Directrices van Ziekeninrichtingen, een vereniging die in 1899 was opgericht door Anna Reynvaan, later verzorgde ze cursussen over verpleging aan de Volksuniversiteit Rotterdam en gaf ze lezingen op de radio over verplegingen. Van 1947 tot 1959 was ze voorlichtster voor de Algemene Psychiatrische Voorlichtingsdienst.
Op 19 maart 1971 zond de NCRV het programma 'Zuster Meyboom 100 Jaar' uit. Tijdens die uitzending werd ze geïnterviewd door documentairemaker Jan van Hillo. Ze overleed een maand later.